# Требель (река)
Требель (нем. Trebel) — река в Западной Померании, регион Мекленбург-Передняя Померания, Германия.

## Описание
Протяжённость реки 75 километров. Поггендорф-Требель и Беек являются истоками реки и сливаются в Гриммене. Дальше Требель течёт рядом с Куитцином, сливаясь с Блинде-Требель под Францбургом, затем сливается с рекой Рекнитц у канала около Трибзеса, после чего сливается с рекой Варбель рядом с Бассендорфом (часть Дайельсдорфа), где устанавливает историческую границу между Мекленбургом и Померанией. В итоге впадает в реку Пене под Деммином. Ibitzgraben, Ibitzbach и Roter Brückengraben — каналы соединяющие реки Требель и Пене недалеко от их слияния.

## Галерея
- Требель в низине
- Мост на Требеле
- Требель около Нерингена
- Требель на карте
- Требель у Трибзеса
- Трибзес